# Tréglamus
Tréglamus (Bretons: Treglañviz) is een gemeente in het Franse departement Côtes-d'Armor (regio Bretagne). De plaats maakt deel uit van het arrondissement Guingamp. Tréglamus telde op 1 januari 2022 1.100 inwoners.
Het dorp ligt langs de N12/E50 tussen Guingamp en Morlaix.

## Geografie
De oppervlakte van Tréglamus bedraagt 18,79 km², de bevolkingsdichtheid is 57 inwoners per km² (per 1 januari 2019).
De onderstaande kaart toont de ligging van Tréglamus met de belangrijkste infrastructuur en aangrenzende gemeenten.

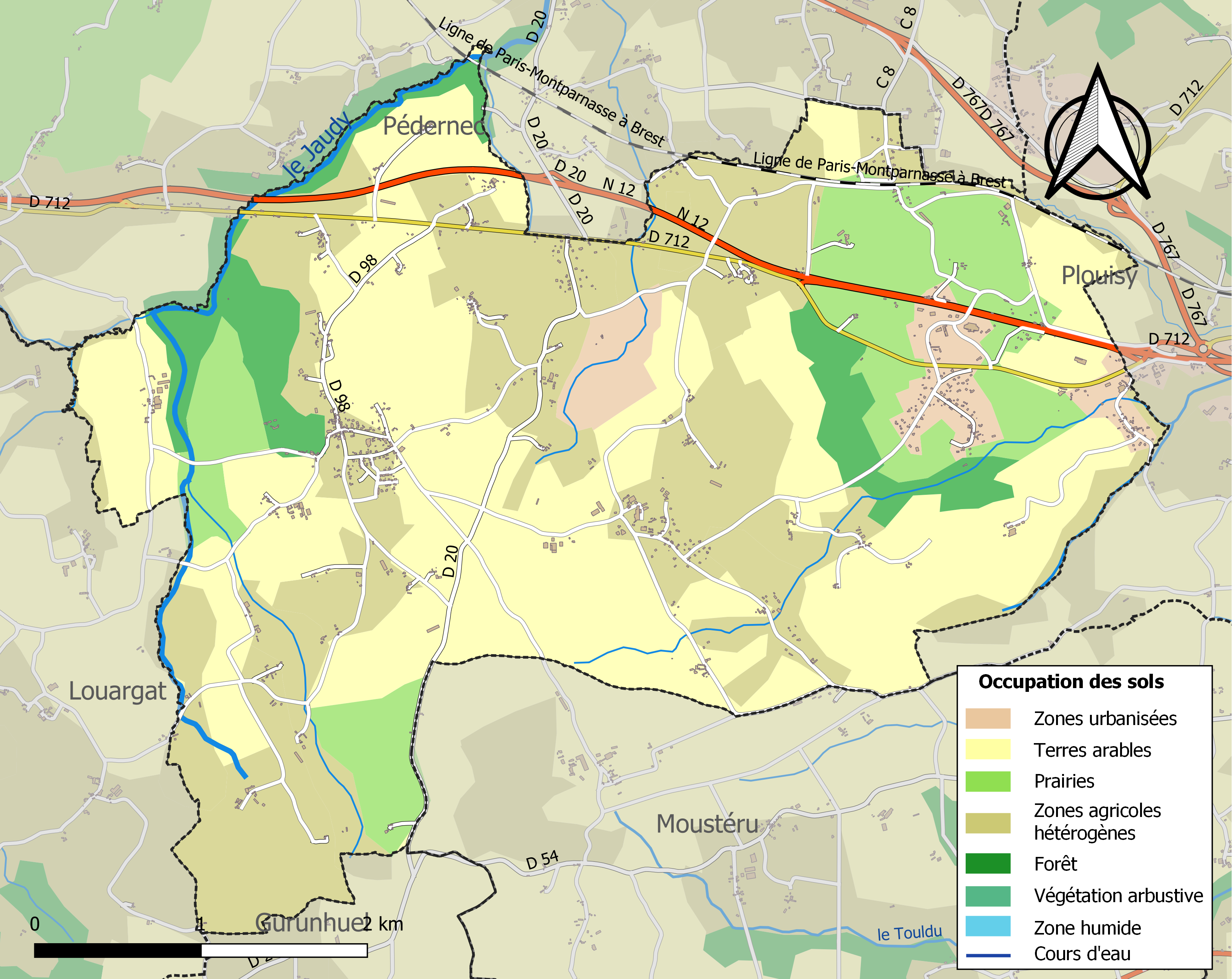

## Demografie
Onderstaande figuur toont het verloop van het inwonertal (bron: INSEE-tellingen).